# Lát (xã)
Lát là một xã thuộc huyện Lạc Dương, tỉnh Lâm Đồng, Việt Nam.

## Địa lý
Xã Lát nằm ở phía tây nam huyện Lạc Dương, có vị trí địa lý:
- Phía đông giáp thị trấn Lạc Dương và các xã Đạ Nhim, Đạ Sar
- Phía tây giáp huyện Lâm Hà
- Phía nam giáp thành phố Đà Lạt và huyện Lâm Hà
- Phía bắc giáp xã Đưng KNớ và huyện Đam Rông.

Xã Lát có diện tích 220,38 km², dân số năm 2022 là 3.427 người, mật độ dân số đạt 15 người/km².

## Hành chính
Xã Lát được chia thành 4 thôn: Đạ Nghịt, Đạ Nghịt I, Păng Tiêng, Păng Tiêng I.

## Lịch sử
Sau năm 1975, Lát là một xã thuộc huyện Đức Trọng.
Ngày 10 tháng 3 năm 1977, Hội đồng Chính phủ ban hành Quyết định số 51-CP về việc sáp nhập xã Lát thuộc huyện Đức Trọng vào thành phố Đà Lạt quản lý.
Ngày 14 tháng 3 năm 1979, Hội đồng Chính phủ ban hành Quyết định số 116-CP về việc chuyển xã Lát thuộc thành phố Đà Lạt về huyện Lạc Dương mới thành lập quản lý.
Ngày 29 tháng 12 năm 2013, Chính phủ ban hành Nghị quyết số 134/NQ-CP về việc điều chỉnh 3.461,4 ha diện tích tự nhiên và 2.704 người của xã Lát về thị trấn Lạc Dương quản lý.
Sau khi điều chỉnh địa giới hành chính, xã Lát còn lại 21.713,6 ha diện tích tự nhiên và 1.933 người.
Ngày 11 tháng 12 năm 2015, HĐND tỉnh Lâm Đồng ban hành Nghị quyết số 151/2015/NQ-HĐND về việc:
- Thành lập thôn Đạ Nghịt I trên cơ sở một phần của thôn Đạ Nghịt.
- Thành lập thôn Păng Tiêng I trên cơ sở một phần của thôn Păng Tiêng.